# Casamance (gebied)

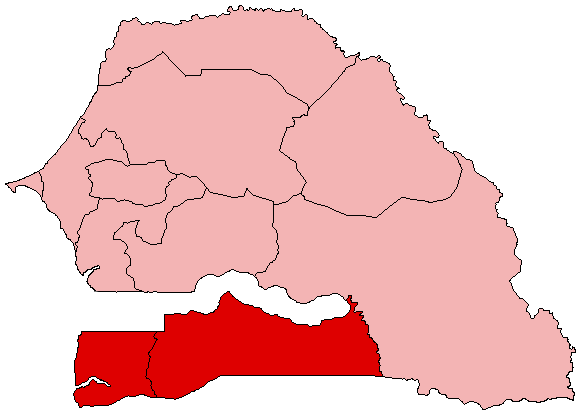
Locatie van Casamance

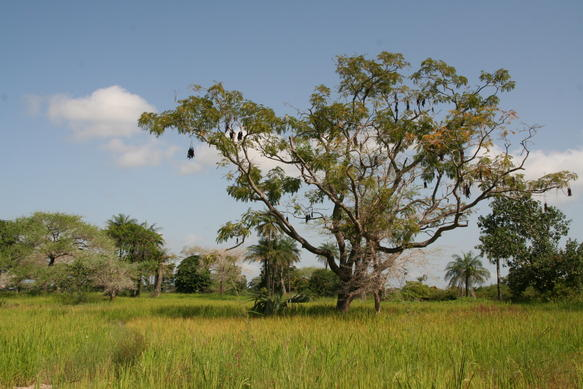
Typisch landschap in Casamance

Casamance is een gebied in Senegal ingeklemd tussen het land Gambia in het noorden en Guinee-Bissau in het zuiden. Door het gebied stroomt van oost naar west de gelijknamige rivier de Casamance. Het bestaat uit Basse Casamance (regio Ziguinchor) en Haute Casamance (regio's Kolda en Sédhiou). Ziguinchor is zijn grootste stad.

## Geschiedenis
De naam Casamance komt van Casa Mansa: het huis van de koningen. Casamance was onderworpen aan zowel Franse als Portugese koloniale invloeden voordat een staatsgrens werd afgesproken tussen Portugees-Guinea (nu Guinee-Bissau) in het zuiden en de Franse kolonie Senegal. Door de ligging ten zuiden van Gambia, een voormalige Engelse kolonie, heeft dit gedeelte van Senegal altijd een relatief geïsoleerde positie ingenomen ten opzichte van het politieke en economische centrum rond de hoofdstad Dakar.

## Bevolking en politieke conflicten
De Diola vormen de dominerende etnische groep in Casamance, terwijl zij in Senegal als geheel een relatief zwakke economische positie inneemt. De geïsoleerde geografische positie ver van de hoofdstad Dakar heeft bijgedragen aan het onafhankelijkheidsstreven van Casamance van de Beweging van Democratische Krachten van Casamance (MFDC). Het Casamanceconflict heeft geleid tot hevige confrontaties met de Senegalese autoriteiten. Momenteel is het evenwel niet duidelijk of de rebellen niet eerder door andere dan politieke motieven worden gedreven, gezien ook de eigen bevolking wordt beroofd. De rebellie is eerder punctueel zowel in tijd als in ruimte. De gevolgen voor de economische dynamiek en het toerisme zijn echter eerder structureel.

## Economie
De economie van Casamance is grotendeels afhankelijk van rijstcultuur en toerisme. Het toerisme is te danken aan de stranden aan de Atlantische Oceaan. De hotelstructuur is behoorlijk en gevarieerd, van Club Med tot eenvoudige kampementen. Na enige teruggang in het toerisme door de rebellie en de internationale economische crisis stabiliseerde de toestand zich en werden er sporadisch weer investeringen gedaan.
Door de gunstige klimaat- en bodemgesteldheid is de Casamance de voedselschuur van Senegal.
De geïsoleerde positie en de noodzakelijke passage via Gambia bemoeilijkt het goederentransport en personenvervoer naar de rest van Senegal.
Na de ramp met de veerboot "Joola" in 2002, waarbij zeer veel doden vielen, werd in 2008 begonnen met een nieuwe veerbootverbinding: de Aline Sitoe Diatta vaart tweemaal per week tussen Ziguinchor en Dakar. Daarnaast vaart de Diambogne et Aguene twee maal per week in beide richtingen

## Klimaat
Casamance heeft een tropisch savanneklimaat, met een gemiddelde regenval die groter is dan in de rest van Senegal.